# Банка Пиреос България
„Банка Пиреос България“ АД е универсална търговска банка със седалище в София, България.
Гръцката „Банка Пиреос“ стъпва на българския пазар през 1993 г. 
През 2005 г., прилагайки стратегията си за разширяване в Югоизточна Европа и на източно средиземноморските пазари, Финансова Група Пиреос подписва договор за придобиване на „Евробанк България“, като юридическото сливане между двете банкови институции приключва през март 2006 г. и обединява опита на Финансова Група Пиреоси с предприемчивостта на Евробанк. Пиреос банк България се нарежда сред десетте най-големи и динамично развиващи се финансови интституции в страната.
„Банка Пиреос България“ е универсална банка, специализирана в корпоративно банкиране, банкиране на дребно, финансови услуги за малки и средни предприятия, капиталови пазари и лизинг. Банката има дъщерни компании и в други финансови сектори, сред които брокерство на недвижими имоти, проектно финансиране, асет мениджмънт и частно банкиране.
След оперативното обединение на Пощенска банка и Банка Пиреос, последната е закрита на 18 ноември 2019.

## Дъщерни фирми
Булфина обслужва интересите на Банка Пиреос в областта на недвижимите имоти. През юни 2006 г. е основано и дружеството Пиреос Застрахователен Брокер – „Piraeus Insurance Brokerage“.

## Предлагани продукти и услуги
Продуктите и услугите, насочени към частните лица, включват:
- Банкови карти (дебитни и кредитни);
- Кредити;
- Депозити и влогове;
- Банкови сметки;
- Инвестиции;
- Парични преводи;
- Дистанционно банкиране.
- Взаимни фондове;

Продуктите и услугите за микро, малкият и средният бизнес, корпоративните клиенти и институциите включват:
- Кредитиране и финансиране;
- Бизнес дебитни и кредитни карти;
- Депозити;
- Инвестиции;
- Банкови сметки, разплащания и преводи;
- Документарни операции;
- ПОС терминали;
- Дистанционно банкиране;
- Взиамни фондове;

## Награди
Кампанията „БЛАГОДЕТЕЛ“ на Банка Пиреос България и УНИЦЕФ България с първа награда в категорията „Най-добра кампания“ на осмите годишни награди „Заедно“ за 2013 г.
Кампания „БЛАГОДЕТЕЛ“ на Банка Пиреос България и УНИЦЕФ България с първа награда на European CSR Awards България 2013 г.
Банка Пиреос България печели в категорията „Бизнес организация“ награда „Златна ябълка“ за принос към живота и благосъстоянието на българските деца за 2012 година.
Награда „Инвеститор в маркетинг, свързан с кауза“ за дарителската кампания „Благодетел“, реализирана съвместно с УНИЦЕФ в Годишните награди за отговорен бизнес на Българския форум на бизнес лидерите за 2012 г.
Награда „Финансов продукт на годината“ за 2005, 2006 и 2007 г. от Международното финансово изложение „Банки, инвестиции, пари“ в категориите потребителско кредитиране, депозитни продукти и влогонабиране и картови продукти и услуги.
Първа награда в категория „Най-добра печатна реклама“ от Годишните награди на Българската асоциация по маркетинг за 2005 г.
Престижното отличие „Банкер на годината 2006“ на вестник „Банкер“, присъдено на г-н Атанасиос Куцопулос, главен изпълнителен директор на „Банка Пиреос България“ за „успешната интеграция на Банка Пиреос с Евробанк и разширяването на пазарните позиции на банката“.
Награда от Национален конкурс „Бранд мениджър на годината“ на Българската асоциация по маркетинг за най-успешно представен международен бранд на българския пазар за 2006 г.
През 2008 „Банка Пиреос България“ е наградена в класацията „Най-добрите бизнес супермарки в България 2007 – 2008“ и „Най-динамично развиваща се банка за 2007“ на годишната церемония на „Банка на годината“.
„Банка Пиреос България“ е наградена с приза на Дойче Банк „Straight-Trough Processing 2007“ за изключително качество и висока степен на автоматизация на платежния процес.